# Décor de théâtre néerlandais
Les efforts de rénovation du théâtre aux Pays-Bas ont commencé depuis les années 1910, en réaction contre le faux romantisme et le manque de style de l’époque victorienne. Ce furent surtout les metteurs en scène Royaards et Verkade et leur décorateur Fritz Lensvelt, Nel Bronger et Cato Neep qui s’y montrèrent supérieurs. De l’étranger s’exerçait l’influence d’Adolphe Appia et surtout de Gordon Graig qui avec Isadora Duncan, fit un séjour en Hollande. On s’intéressa aux activités de Reinhardt et d’Ernst Stern ; et Stanislavski, quoique peu connu fut un modèle vénéré. De 1913 à 1920, Royaards et Verkade introduisirent certains dispositifs scéniques dont la conception eut un retentissement européen. De 1920 à 1929, l’expressionnisme fit son entrée aux Pays-Bas, grâce au metteur en scène Albert Van Dassum et à l’auteur dramatique flamand Herman Teirlinck. À la même époque, le Hollandais Johan de Meeter débutait à Bruxelles avec son Vlaams Volkstonneel et cherchait son propre style avec la collaboration du décorateur René Moulaert, et les auteurs dramatiques Anton Vande Velde et Michel de Ghelderode.
Ensuite l'évènement le plus important du point de vue décoratif fut la fondation en 1929, du Oost-nederlands Toneel, par Dalsum et Defresne. Ce fut une époque de transition entre l'expressionnisme et le réalisme moderne. D'autres groupes essayaient aussi de trouver de nouvelles formes, avec l'aide notamment de décorateurs tels que Wijdeveld, Gerard Hordijk et Jacques Snoek.
Après la Seconde Guerre mondiale, au Nederlands Opera, le directeur-metteur en scène, Abraham van der Vies, contribue au développement du décor, en s'assurant la collaboration de deux jeunes peintres : Nicolas Wijnberg et Hans van Norden. Dans les années 1950, les décorateurs les plus actifs sont Wim Vesseur (1919-1977) et Frison Wiegersma ; le premier a construit une maquette passionnante d'un théâtre populaire moderne avec une scène ouverte, ce dont je conclus qu'au réalisme s'est substitué une contraction des inspirations purement picturales et de l'héritage constructiviste.